# Samiyah Hassan Nour
Samiyah Hassan Nour (5 de diciembre de 1999) es una deportista y militar yibutiana que se convirtió en la primera mujer de su país en clasificar a unos Juegos Olímpicos en Atletismo al cumplir con los estándares mínimos de clasificación en lugar de por recibir una plaza de universalidad.
Especializada en carreras de fondo, ganó una medalla de bronce en los 10,000 metros planos de los Juegos de la Francofonía en 2023, donde estableció su marca personal y el récord nacional con 33:21.50.
También estableció el récord nacional en los 5,000 metros planos con una marca de 15:01.89 en una carrera en 2024 en Leiden, en los Países Bajos.